# Christoph Klein
Christoph Michael Klein (Nagyszeben, 1937. november 20. – ) a Romániai Ágostai Hitvallású Evangélikus Egyház püspöke 1990–2010 között.

## Életrajza
A középiskolát szülővárosában végezte, majd teológiát tanult Kolozsváron és Nagyszebenben, és 1969-ben a Kolozsvári Protestáns Teológiai Intézetben szerzett doktori oklevelet. Először a brassói egyházkerületben szolgált, majd 1972-1976 között Nagyszeben lelkésze volt.
1968-tól a nagyszebeni evangélikus teológiai karon tanít rendszeres teológiát, 1978 és 1986 között a kar dékáni tisztségét is betöltötte.
1982-ben megválasztották a Romániai Ágostai Hitvallású Evangélikus Egyház püspökhelyettesévé, 1990-től pedig Albert Klein utódaként a püspöki hivatalt töltötte be 2010-ig. Szintén 1990-ben a bécsi egyetem díszdoktorrá választotta. 1994-től az „AIDRom” ökumenikus egyházi szervezet alelnöke, 2004 és 2010 között a genfi székhelyű Evangélikus Világszövetség alelnöke.

## Művei
- Die Beichte in der Evangelisch-Sächsischen Kirche Siebenbürgens, Verlag Vandenhoeck und Ruprecht Göttingen, 1980
- Auf dem anderen Weg. Aufsätze zum Schicksal der Siebenbürger Sachsen als Volk und Kirche, Martin-Luther-Verlag Erlangen, 1986
- Am Ende das Licht. Geschichte eines Sterbens, Die Geschichte eines Sterbens, Oncken Verlag Wuppertal und Kassel, 1991
- Die Versöhnung in der Siebenbürgisch-Sächsischen Kirche, Böhlau-Verlag Köln und Wien, 1993
- Um die elfte Stunde. Predigten, Martin-Luther-Verlag Erlangen, 1993
- Anvertraute Pfunde. Gustav Adolf Klein und die Hermannstädter allgemeine Sparkassa, Böhlau-Verlag Köln und Wien, 1995
- Ausschau nach Zukunft. Die Siebenbürgisch-Sächsische Kirche im Wandel, Martin-Luther-Verlag, Erlangen, 1998
- Wenn Rache der Vergebung weicht. Theologische Grundlagen einer Kultur der Versöhnung, Verlag Vandenhoeck und Ruprecht, Göttingen, 1999
- Kontrapunkt Freude. Predigten aus der Evangelischen Kirche A.B. in Rumänien zu besonderen Tagen und Anlässen, Hora-Verlag, Hermannstadt, 2000
- Das grenzüberschreitende Gebet. Zugänge zum Beten in unserer Zeit, Verlag Vandenhoeck und Ruprecht, Göttingen, 2004
- Kirchen der Stadt – Stadt der Kirchen * Sibiu, Hermannstadt, Nagyszeben, Hora-Verlag Hermannstadt, 2007

### Művei
- Fény az út végén; ford. Thiering Etelka; Evangélikus Sajtóosztály, Bp., 1995
- Bosszú helyett megbocsátás. A megbékélés kultúrájának teológiai alapvetése; ford. J. Köves Gyopárka; Kálvin–Luther, Bp., 2003

## Fordítás
- Ez a szócikk részben vagy egészben a Christoph Klein című német Wikipédia-szócikk ezen változatának fordításán alapul.  Az eredeti cikk szerkesztőit annak laptörténete sorolja fel. Ez a jelzés csupán a megfogalmazás eredetét és a szerzői jogokat jelzi, nem szolgál a cikkben szereplő információk forrásmegjelöléseként.